# Joshua Michael Stern
Joshua Michael Stern (Nashville, 12 gennaio 1961) è un regista e sceneggiatore statunitense.
Nel 2005 è l'autore di Neverwas - La favola che non c'è, primo film indipendente da lui scritto e diretto con Aaron Eckhart, Ian McKellen, Brittany Murphy e Nick Nolte, presentato al Festival di Toronto. 
Nel 2008 è la volta del suo secondo film da sceneggiatore e regista: si tratta del politicamente critico Swing Vote - Un uomo da 300 milioni di voti, con Kevin Costner, Stanley Tucci, Dennis Hopper e Paula Patton. 
Infine realizza il biopic jOBS sulla vita di Steve Jobs, fondatore della Apple, con Ashton Kutcher come protagonista che viene accolto in maniera negativa dalla critica pur ottenendo degli ottimi incassi al botteghino con un guadagno di 35 milioni di dollari di incassi a livello globale a fronte di un budget di 12 milioni di dollari.

## Filmografia

### Regista
- Neverwas - La favola che non c'è (Neverwas, 2005)
- Swing Vote - Un uomo da 300 milioni di voti (Swing Vote, 2008)
- jOBS (2013)

### Sceneggiatore
- Amityville Dollhouse (Amityville: Dollhouse), regia di Steve White (1996)
- Skeletons, regia di David DeCoteau (film TV, 1997)
- Survivor, regia di David Straiton (1999)
- Neverwas - La favola che non c'è (Neverwas, 2005)
- The Contractor - Rischio supremo (The Contractor), regia di Josef Rusnak (Home video, 2007)
- Swing Vote - Un uomo da 300 milioni di voti (Swing Vote, 2008)
- Graves - serie TV (2016)

### Produttore
- jOBS (2013) - non accreditato